# Taz Skylar
Tarek Yassin Skylar, conegut com Taz Skylar (Illes Canàries, 5 desembre de 1995) és un actor britànic i espanyol.

## Biografia
Skylar va néixer i es va criar a l'illa canària de Tenerife, Espanya, del seu pare Hassan Yassin, un àrab d'origen sierraleoniano-libanès, i de la seva mare Gwen Skylar, anglesa nascuda a Yorkshire. Té la doble nacionalitat amb Espanya i el Regne Unit.
Va treballar creant taules de surf des dels 15 anys després de deixar l'institut. Va intentar allistar-se com a reservista a l'exèrcit britànic el 2016, però va fallar les proves mèdiques després d'un accident de cotxe que li va provocar una commoció cerebral. Va haver d'esperar un any abans de poder tornar a sol·licitar per unir-se a l'exèrcit, així que va començar a escriure i actuar.

## Carrera
Skylar va començar la seva carrera al Regne Unit, on va començar a actuar en diversos papers petits. El 2015, va aparèixer als curtmetratges Venom i Beautiful. Després va interpretar a David al curtmetratge Trophy (2016) abans d'aparèixer com a Caps a The Reserves del 2018 al 2019, que també va escriure i produir.
El seu debut en una producció important va tenir lloc el 2021, quan es va confirmar que apareixia a la sèrie One Piece en el paper de Sanji.

## Filmografia

### Cinema
| Any  | Títol         | Paper         |
| ---- | ------------- | ------------- |
| 2019 | The Kill Team | Sergent Dawes |
| 2019 | Lie Low       | Marty         |
| 2020 | Villain       | Jason         |
| 2021 | Boiling Point | Billy         |
| 2022 | The Deal      | Gin           |

### Televisió
| Any       | Títol               | Paper      | Notes               |
| --------- | ------------------- | ---------- | ------------------- |
| 2018–2019 | The Reserves        | Caps       |                     |
| 2022      | Agatha Raisin       | Harry Beam | episodis: 4x02-4x03 |
| 2022      | The Lazarus Project | Walt       | episodis: 1x01-1x06 |
| 2023      | One Piece           | Sanji      | 4 episodis          |

### Curtmetratge
| Any  | Títol          | Paper   |
| ---- | -------------- | ------- |
| 2015 | Venom          | Víctima |
| 2015 | Beautiful      | Jasper  |
| 2016 | Trophy         | David   |
| 2018 | Neon           | Neon    |
| 2018 | Multi-Facial   | Mike    |
| 2019 | The Final Gift | Betim   |
| 2021 | Split Sole     |         |
| 2022 | Dead Silent    | Liam    |